# Butler May

Butler and Sweetie

Butler „String Beans“ May (* 18. August 1894 in Montgomery, Alabama, USA; † 17. November 1917 in Jacksonville, Florida, USA) war ein US-amerikanischer Vaudeville-Künstler, Sänger, Songwriter, Pianist und Komiker.
Die beiden Musikforscher Lynn Abbott und Doug Seroff untersuchten zeitgenössische Zeitungsartikel sowie verfügbares Archivmaterial und konnten so Einsicht in Leben und Werk dieses begnadeten Entertainers gewinnen, der leider keine urheberrechtlich geschützten Notenblätter oder Tonaufnahmen hinterlassen hat. Die Wissenschaftler nannten ihn den ersten vollwertigen, professionellen Bluesstar, der bereits in sehr jungen Jahren im gesamten schwarzen Vaudeville der Vereinigten Staaten berühmt war.

## Biografie
May wurde in Montgomery, Alabama, als eines von acht Kindern geboren. Sein Vater starb, als er noch ein Kind war, und seine Mutter arbeitete in unterschiedlichen Hilfsjobs. Während seiner Kindheit entwickelte Butler May seine musikalischen Talente durch Singen und Klavierspielen. So ließ er sich auf einem Karren oder der offenen Ladefläche eines Lieferwagens mit einem Klavier durch die Nachbarschaft kutschieren, um seine Songs zu präsentieren. Mit vierzehn Jahren war er ein versierter Musiker und schloss sich im April 1909 „Will Benbow’s Chocolate Drops Company“ an, einer in Pensacola (Florida) ansässigen Vaudeville-Truppe, der unter anderem auch Jelly Roll Morton und Ma Rainey angehörten.
Als er 1938 von Alan Lomax interviewt wurde, erinnerte sich Morton an May als „den größten Komiker, den er je kannte“, und beschrieb ihn als „einen sehr, sehr tollen Kerl, über 1,80 m groß, sehr schlank mit großen braunen Lippen und heller Haut. Seine Schuhe waren riesig und er trug Hosen, die er ohne Schuhlöffel nicht über die Füße ziehen konnte. Er hatte immer einen großen Diamanten im vorderen Zahn. Er war der erste Typ, den ich jemals mit einem Diamanten im Mund sah, und ich glaube, ich habe die Idee für meinen Diamanten von ihm.“
Im Herbst 1909 trat May als eine Hälfte eines Duos mit dem Komiker Kid Kelly in Atlanta auf und erhielt wegen seines schlaksigen Aussehens den Künstlernamen „String Beans“ (oder „Stringbeans“, deutsch „Stangenbohne“). Im folgenden Jahr knüpfte er eine berufliche und persönliche Beziehung zu der in New Orleans geborenen Sweetie Matthews. Sie traten regelmäßig gemeinsam in Benbows Truppe auf. 1911 spielten sie mit großem Erfolg im Monogram-Theater in Chicago, einem der besten schwarzen Vaudeville-Theater der Stadt, und öffneten, so die Autoren Lynn Abbott und Doug Seroff, „die Schleusen für andere Südstaaten-Acts und sicherten dem Blues einen prominenten Platz in der amerikanischen Unterhaltung.“
In einem seiner beliebtesten Songs, „Titanic Blues“ (oder „The Sinking of the Titanic“), sang Stringbeans darüber, dass er den Untergang der Titanic nur dank seiner Sportlichkeit überlebt habe. Um diese zu beschreiben, erfand er die viel kopierte Blues-Metapher der „Elgin Movements“, die sich auf den konstanten Rhythmus der damals populären Elgin-Uhren bezog.
Obwohl ihre Beziehung von gelegentlichen erbitterten Trennungen unterbrochen wurde, während derer May solo oder mit anderen Partnerinnen auftrat, tourten Stringbeans und Sweetie bis Ende 1915 zeitweise gemeinsam. Anfang 1915 debütierten sie in New York City im Lafayette Theater in Harlem und kehrten später für ein beispielloses dreiwöchiges Engagement dorthin zurück. Als Bühnen-Ehepaar inspirierten sie das später erfolgreiche Duo Butterbeans and Susie direkt, und May wurde auch von Ethel Waters als Inspiration genannt.
Im Februar 1916 gründete May mit Benbow eine neue Gruppe, zunächst zu viert mit den Sängerinnen Robbie Lee Peoples und Ebbie Burton, die sich aber bald zu „Beans and Benbow’s Big Vaudeville Review“ mit fünfzehn Künstlern entwickelte. May wurde von einem Kritiker als „der Blues-Meisterpianist der Welt“ bezeichnet. Nachdem sich die Review Anfang 1917 auflöste, tourte May weiter als Solokünstler, bevor er sich „C.W. Park’s Colored Aristocrats“ anschloss, einer weiteren von Benbow gemanagten Truppe. Er verließ die Gruppe jedoch bald und tat sich mit dem Duo Butterbeans and Susie zu einem Trio zusammen.
May starb mit 23 Jahren im November 1917 in Jacksonville, Florida, an einem gebrochenen Genick. Man geht davon aus, dass sein Tod auf eine misslungene Initiationszeremonie in einer schwarzen Freimaurerloge zurückzuführen ist, bei der man ihm ein Seil um den Hals gelegt hatte. Er war gelähmt und starb eine Woche später. Butler May wurde in Montgomery auf dem Oakwood Cemetery beigesetzt, wo später auch Hank Williams seine letzte Ruhe fand.

## Nachwirkung
Es gibt keine Tonaufnahmen oder urheberrechtlich geschützten Songs von Butler May. Allerdings erschien 1916 eine Aufnahme des String Beans’ Blues von Gus Haenschen; bereits 1915 war eine Instrumentalversion des String Beans’ Blues als Teil des Medleys des A Bunch of Blues von H. Alf Kelley und J. Paul Wyer erschienen. Auch The Blues von Chris Smith und Tim Brymn, 1912 als Notenblatt veröffentlicht, könnte von Butler May beeinflusst worden sein, da Smith und May 1911 im gleichen Programm in Chicago aufgetreten waren. Und die „Elgin-Movements“ wurden unter anderem von Robert Johnson in seinem Walkin’ Blues verwendet, aufgenommen 1936.